# تمييز على أساس المظهر

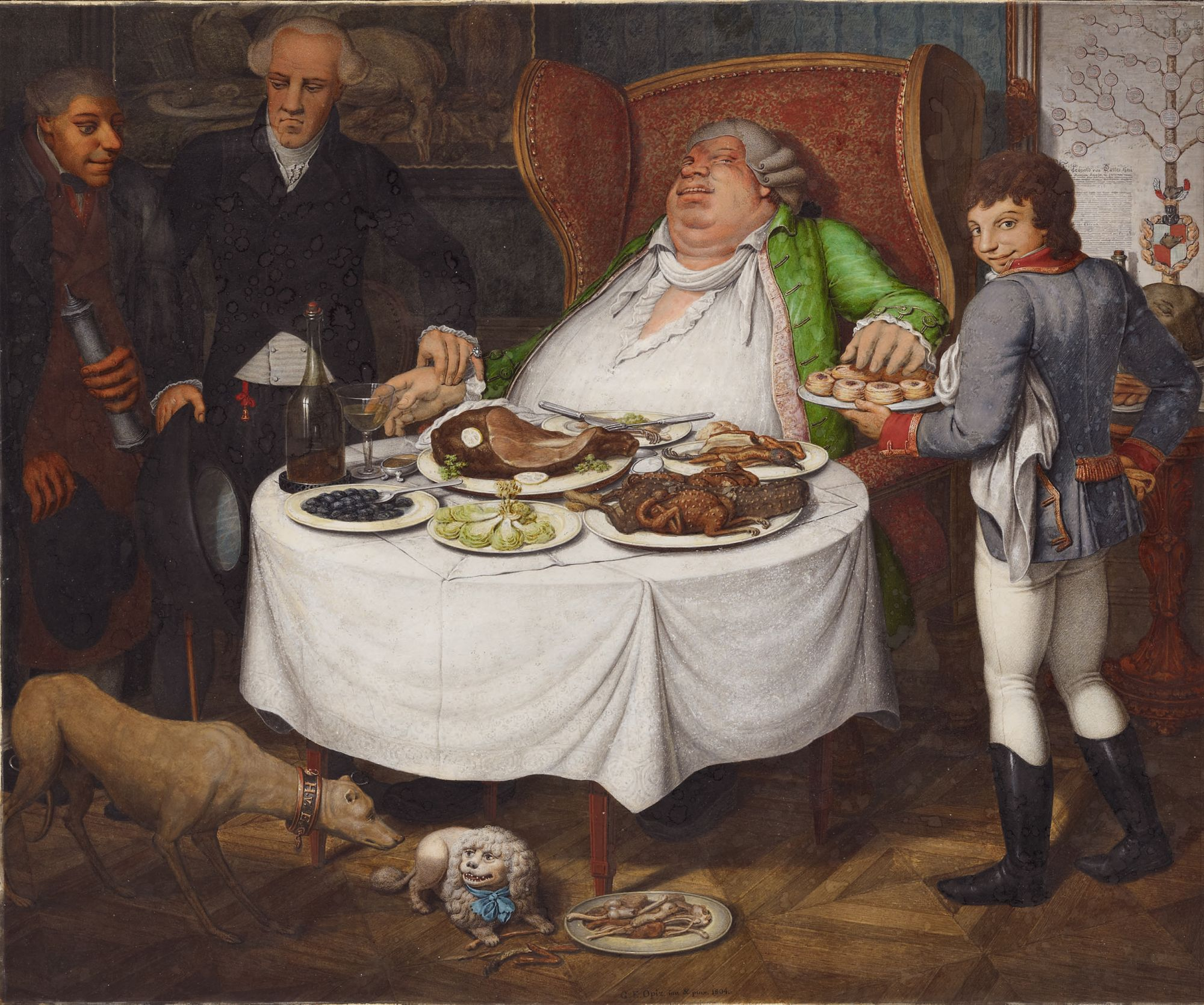
الشره

التمييز على أساس المظهر Lookism، هو أي سلوك أو تعامل تمييزي ضدَّ أشخاص يُعتبرون غير جذَّابين جسديَّاً أو شكليَّاً. ويظهر هذا التعامل التمييزي خصوصاً في أماكن العمل، ومع ذلك، يمكن أن يشمل أيضاً المجال العاطفي وغيرها من المواقف الاجتماعية الأخرى، مع أنَّ التمييز القائم على أساس المظهر لا يُصنَّف عادةً مع التمييز العنصري أو الثقافي أو الجنسي، إلا أنه مُنتشر على نطاق واسع ويؤثِّر على الطريقة التي ينظر بها الناس للآخرين وعلى فرصهم في الحصول على علاقات عاطفيَّة وجنسيَّة وفرص العمل وما شابهها.
عادةً ما ترتبط الجاذبيَّة المادية للأشياء بنظرة أو انطباع جيد، ويصدر كثير من الناس أحكاماً مُسبقة على الآخرين بناءً على مظهرهم الجسدي فقط ويُحدِّدون طريقة سلوكهم أو ردَّة فعلهم اعتماداً على المظهر وحده، وبشكلٍ عام يستفيد أولئك الذين يتمتَّعون بجاذبية جسديَّة من مظهرهم الحسن حتى أنَّ العديد من الدراسات وجدت أنَّ الجاذبيَّة الجسدية لها تأثير قوي في الحكم على كفاءة الأشخاص وقدراتهم ، هذه المعتقدات النمطيَّة تجعل من الأفراد الذين يتمتعون بالجاذبيَّة الشكليَّة لديهم أصدقاء أكثر ومهارات اجتماعية أفضل وحياة جنسية أكثر نشاطاً ومع ذلك فقد أشارات أكثر من دراسة إلى أنَّ الجاذبيَّة الشكلية أو الجسدية ليس لها أي تأثير على مستوى سعادة الفرد.

## صياغة المصطلح
على الرغم من أنَّ مصطلح «التمييز على أساس المظهر» هو مصطلح حديث نسبيَّاً، ولكنَّ التحذير من تبَّني وجهات نظر تعتمد على المظهر الجسدي فقط مبدأ قديم وموجود في مختلف الثقافات والتقاليد في جميع أنحاء العالم:
وبغض النظر عن هذه الجذور الموغلة في القدم فقد ابتُكر مصطلح «التمييز القائم على أساس المظهر» لأول مرة في سبعينيَّات القرن الماضي من قبل حركة دعم البدينين في الولايات المتحدة الأمريكية Fat acceptance movement، واستخدم في مجلة واشنطن بوست عام 1978، والتي أكَّدت أنَّ هذه المصطلح قد تمَّت صياغته من قبل أعضاء الحركة السابقة، حالياً يوجد مصطلح «التمييز على أساس المظهر» في العديد من قواميس اللغة الإنكليزية الرئيسيَّة ، رغم وجود تداخل أو خلط بينه وبين مصطلحات ومفاهيم أخرى مشابهة.

## دراسات
خضع مفهوم التمييز القائم على أساس المظهر للعديد من الدراسات العلميَّة والثقافية والاقتصادية، فمن ناحية ثقافية يتعلَّق هذا المفهوم بالصورة النمطية المعتمدة على المظهر والمفاهيم المُسبقة عن الجمال والتوقُّعات أو الأدوار الجنسيَّة، بينما تشمل الاعتبارات الاقتصادية عدَّة مُعطيات أهمُّها مسألة التفاوت في الدخل الناتج عن التمييز على أساس المظهر، وكذلك زيادة أو انخفاض إنتاجيَّة العمُّال الذين يُعتبرون جميلين أو قبيحين من قبل زملائهم في العمل ونتيجة لذلك ستنشأ مشاكل جديدة مرتبطة بقضايا اجتماعية أخرى مثل التمييز القائم على أساس العمر، وترتبط فكرة الجمال أيضاً بالطبقة الاجتماعية بشكلٍ مباشر لأنَّ الأشخاص الذين يملكون فائضاً من المال ووقت الفراغ لديهم القدرة على العمل على تحسين مظهرهم، والعديد من الأشخاص الذين يعانون من زيادة الوزن لا يمتلكون مُعدَّات التمرين الرياضي أو خيارات للأغذية الصحيَّة مثل تلك التي يمتلكها الأغنياء، بشكلٍ عام إنَّ الحكم على الناس على أساس مظهرهم أو جاذبيَّتهم يُقلِّل من تقدير الشخص لنفسه ممَّا يقود في النهاية إلى صورة ذاتيَّة سلبيَّة.
لقد درس العديد من الباحثين هذه الظاهرة بين الرجال مثليِّي الجنس، منهم مثلاً الكاتب تود موريسون في كتابه «لمحة عامَّة عن الاتجاهات المعاصرة في مجتمع الذكور مثليِّي الجنس» المنشور عام 1997 ، وفيه يصف تود ظاهرة «فاشيَّة الجسم» والتي تؤدي لوضع مجموعة صارمة من معايير الجمال الطبيعي التي تضغط على جميع الأفراد ضمن مجموعة معيَّنة للتوافق معها، وأيُّ شخصٍ لا يستوفي هذه الشروط والمعايير المُحدِّدة يعتبر غير جذَّاب جسدياً وغير مرغوب فيه جنسيَّاً، في هذه الثقافة وفي هذا المجتمع يمتلك الجسم المادي مثل هذا التقدير العالي والأهميَّة الفائقة، وتجعل أي فرد لا يمتلك المعايير الجسدية الملائمة عديم القيمة نهائيَّاً كإنسان استناداً لمظهره الخارجي فقط، وهكذا لا يختلف التمييز على أساس المظهر عن أي نوع أو شكل آخر من أشكال العنصريَّة.

## تجارب داعمة
بحسب عالمة النفس في مستشفى ماساتشوستس العام نانسي إيتكوف: «فإنَّنا في عالم يعتبر فيه التمييز القائم على أساس الشكل من أكثر الظواهر انتشاراً» ، من جهتها أكَّدت أنجيلا ستالكوب اعتماداً على العديد من الدراسات «أنَّ الأدلة تشير بوضوح إلى أهميَّة المظهر الخارجي والجاذبيَّة الجنسية في الثقافة والتراث الغربي»، أحياناً يتحوَّل التمييز على أساس المظهر إلى خوف أو نفور من الأشخاص ، إشارةً إلى الحالات التي يمكن أن يتم استيعاب كراهية الأجناس وتوجيهها للداخل بدلاً من الآخرين.
وأكَّدت دراسة أخرى أجريت على الأطفال حديثي الولادة أنَّ الرضَّع والمواليد الجدد يفضِّلون النظر إلى الوجوه الجذَّابة بدلاً من الوجوه القبيحة ، ويمتدُّ هذا التفضيل أيضاً إلى الحيوانات مثل القطط ، تُشير نتائج هذه الدراسات بوضوح إلى أنَّ التمييز على أساس المظهر هي نتاج فطري لكيفيَّة عمل النظام البصري الدماغي عند البشر والكائنات الحيَّة ، ووجدت أبحاث أخرى أجراها دان أريلي وزملاؤه أنَّ النساء الأمريكيات يُبدين تفضيلاً ملحوظاً للرجال الأطول، ويجب أن يكون دخل الرجال الأقصر أكبر من نظرائهم الأطول حتى يحصلوا على نفس المرتبة.

## الأخلاق
يناقش لويس تيتيغ وستيفن كريزاب في مقال «هل التمييز على أساس المظهر عادل أم لا» مشروعيَّة وعدالة هذا المفهوم، ويستعرض الكاتبان أدلَّة تشير بشكل قاطع إلى انتشار التمييز على أساس المظهر في بيئة العمل بشكلٍ كبير، وعلى الرغم من القبول بأنَّ الأدلة تجزم بأنَّ مثل هذا التمييز يحدث إلَّا أنهما يجادلون بأنَّه كان منتشراً عبر التاريخ، وأنَّ الحكم على الأشخاص على أساس الجمال أو الشكل يبدو وأنَّه تكيُّف بيولوجي وليس تكيُّفاً ثقافيَّاً أو اجتماعيَّاً وهو يساعد على التكاثر وبقاء النوع البشري وزيادة التفاعل الاجتماعي من خلال السماح للناس بتحديد الشركاء الصالحين وتصنيف آخرين «كصديق أو عدو أو تهديد أو فرصة» وهنا يبدو بوضوح أنَّنا نستخدم مستوى جاذبية الفرد كمؤشِّر على الصحة، ويجادل المؤلِّفان أيضاً بأنَّه إذا كان من شأن الجاذبيَّة الجسدية أن تُحسِّن فرص نجاح الشراكة بين الأفراد فإنَّ مبدأ التمييز على أساس المظهر له ما يبرِّره، وفي نهاية المقال يطرح الكاتبان سؤالاً مُهِّماً عن التطبيق العملي أو كيفيَّة تصحيح أي ظلم أو تحيُّز يحدث بسبب التمييز القائم على أساس الشكل أو المظهر وتحديد فيما إذا كان هذا الظلم قد حدث بالفعل، وهكذا يستنتج المؤلفان أنَّه لا يمكن أن يكون هناك نموذج واضح للظلم الواقع بسبب هذا التمييز ولا يمكن وضع قانون أو تشريع لمعالجته عملياً، وتكون الخلاصة التي يطرحها الكاتبان في نهاية المقالة «إنَّنا لا نفهم كيف يمكن تبرير أي تدخلات سياسيَّة لمعالجة التمييز على أساس المظهر أو الحد منه».

## التمييز على أساس المظهر في المجال السياسي
يعتبر التمييز على أساس المظهر أو الشكل شائع الانتشار في المجال السياسي منذ عدِّة قرون، حتى أنَّه من التقاليد العريقة في بريطانيا «المبالغة الشريرة» في إظهار العيوب الجسدية للسياسيِّين عن طريق الرسوم الكاريكاتوريَّة في الصحف، ومن الأمثلة الشهيرة في هذا السياق ما حدث خلال السباق الرئاسي في الولايات المتحدة الأمريكيَّة عام 1960 بين جون كينيدي وريتشارد نيكسون، حيث اعتقد كثيرون أنَّ مظهر كينيدي «الأفضل» ساهم في زيادة قبوله الاجتماعي والشعبي وبالتالي فوزه بالرئاسة ، ولكنَّ بعض الباحثين اليوم يتحدَّى هذه الفكرة الشائعة ويعتقدون أنَّ تأثير مظهر كينيدي كان قليلاً أو معدوماً حتى.
وفي نفس السياق هناك جدل واسع حول قبول الرأي العام لدخول المرأة في المعترك السياسي وعلاقة ذلك بالمظهر والفوارق الشكلية بين الجنسين، ومن الأمثلة الشهيرة على ذلك شخصيَّة مادلين أوالبرايت التي كانت أول امرأة تصبح وزيرة خارجيَّة الولايات المتحدة الأمريكيَّة وسُلِّطت عليها الأضواء في المسرح الدولي والمحلِّي لفترة طويلة من الزمن، وخلال لقاء أُجري معها عام 2010 حول كونها امرأة ودوبلوماسيَّة كبيرة، عبَّرت أولبرايت عن خيبة أملها حول كيفيَّة اختلاط ومعاملة زملائها من الذكور والإعلاميِّين لها وتعليقاتهم على مظهرها، تقول أولبرايت: «لقد تمَّ التركيز على كلِّ شيء من العمر إلى الوزن والطول وتسريحة الشعر وطريقة اختيار الملابس، ولكنَّ المفارقة أنَّ مواقفي السياسيَّة وإنجازاتي في مجال تعزيز المساواة بين الجنسين ودور أمريكا في مجموعة السبعة وغيرها لم تؤخذ بعين الاعتبار ولم تلقَ ذلك الاهتمام المتوقَّع» ، لم تكن مادلين أولبرايت المرأة الدبلوماسيَّة الوحيدة التي تعرَّضت للتمييز على أساس المظهر، فمثلاً انتقدت مقالة في صحيفة واشنطن بوست وزيرة الخارجيَّة كوندوليزا رايس لأنَّها ارتدت أحذية عالية الكعب عند زيارتها لقاعدة فيسبادن العسكرية في ألمانيا عام 2005 ، على الرغم من أنَّ المقالة كانت تمدح رايس وترجع إليها الفضل حول النتائج الإيجابيَّة التي خرجت عن زيارتها تلك ولكنَّ التركيز الإعلامي والجماهيري انصبَّ على تلك النقطة تحديداً ، وعلى نحوٍ مماثل غالباً ما ركَّزت التقارير الإعلاميَّة حول الملابس الذكوريَّة التي ترتديها هيلاري كلينتون، وقصة الشعر القصيرة لجوليا جيلارد بدلاً من التركيز على الإنجازات المهنيَّة لكلٍّ منهما، وحدث نفس الشيء مع سارة بالين حاكمة آلاسكا والمُرشَّحة لمنصب نائب الرئيس الأمريكي عام 2008 والتي أصبحت موضع اهتمام كبير من قبل وسائل الإعلام بسبب مظهرها الجذَّاب ، حيث قالت بالين لاحقاً إنَّ التركيز على مظهرها يتجاهل إنجازاتها المهنيَّة ومسيرتها السياسيَّة.

## وجهة نظر القانون
حتى سبعينات القرن الماضي كانت هناك العديد من القوانين التي تُعزِّز أو تسمح بالتمييز القائم على أساس المظهر في الولايات المتحدة الأمريكية، فمثلاً كان هناك قانون يمنع الناس من الظهور في وسائل الإعلام العامة إذا كانت لديهم أمراض أو تشوهات تعتبر «قبيحة»، أمَّا اليوم فهناك العديد من القوانين التي تحمي من التمييز القائم على أساس المظهر في أكثر من ولاية أمريكيَّة.